# Prandota z Sarnowa
Prandota z Sarnowa i Śniatowy – sędzia ziemski łęczycki w latach 1417–1422, podsędek łęczycki w latach 1407–1417.
Był obecny przy wystawieniu przez Władysława II Jagiełłę przywileju czerwińskiego w 1422 roku.